# توماس برجرسن
توماس برجرسن (بالإنجليزية:Thomas J. Bergersen) هو ملحن نرويجي ولد عام 1980 في تروندهايم ، النرويج . توماس هو مؤسس مشارك لشركة تو ستيبس فروم هيل و هي شركة منتجة لموسيقى العروض (trailer music) . قام بتأليف موسيقى لعدة عروض بارزة . في عام 2010 قام توماس مع شريكه نيك فونيكس (Nick Phoenix) بإصدار ألبوم يسمى «لا يقهر Invincible» شاملاً بعض موسيقاه المحبوبة .

## وصلات خارجية
- توماس برجرسن على موقع IMDb (الإنجليزية)
- توماس برجرسن على موقع ميوزك برينز (الإنجليزية)
- توماس برجرسن على موقع أول ميوزيك (الإنجليزية)
- توماس برجرسن على موقع ديسكوغز (الإنجليزية)

- الموقع الرسمي